# Nhà thờ chính tòa León
Nhà thờ chính tòa Thánh María León, hay còn gọi là Nhà Ánh Sáng hay Pulchra Leonina là nhà thờ chính tòa nằm ở León, Tây Ban Nha, phía tây bắc Tây Ban Nha. Nó được xây dựng trên khu vực trước kia là nhà tắm La Mã cổ đại thế kỷ thứ 2 và 800 năm sau, vua Ordoño II of León chuyển thành cung điện.

## Kiến trúc hiện tại

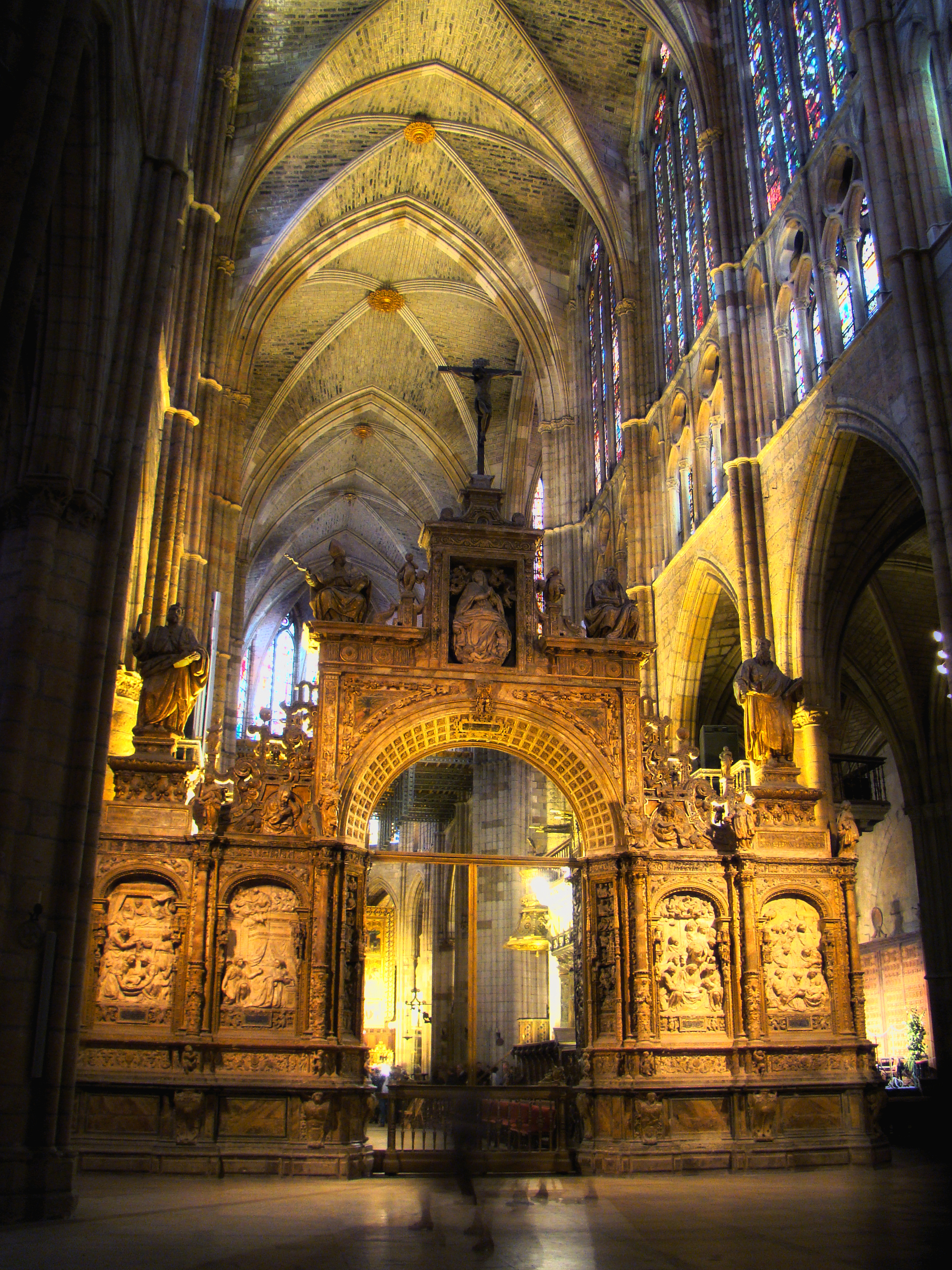
Cảnh bên trong

Nhà thờ chính tòa León, cung hiến cho Santa María de la Regla, được công nhận tài sản văn hóa năm 1844. Nó được biết đến với tên là Pulchra Leonina và là kiệt tác của kiến trúc Gothic chế ngự vào giữa thế kỷ 13, do kiến trúc sư bậc thầy Enrique thiết kế. Vào cuối thế kỷ 16, nhà thờ được hoàn thành.